# Barbara McLean
Barbara McLean (* 16. November 1903 in Palisades Park, New Jersey; † 28. März 1996 in Newport Beach, Kalifornien; eigentlich Barbara Pollut) war eine US-amerikanische Filmeditorin.

## Leben und Wirken
Barbara McLean ist eine der wenigen Frauen, die es in den USA der 1930er Jahre geschafft haben, in einer Männerdomäne, nämlich der Filmbranche, sich einen Namen zu machen. McLean, die zuerst von einer Karriere als Schauspielerin träumte, arbeitete im Sommer im Filmlabor ihres Vaters. Da  Rollenangebote ausblieben, arbeitete sie für Sol Wurtzle. Ihre erste Arbeit als Editorin an einem Kinofilm war 1929 Coquette, bei dem sie allerdings im Abspann nicht erwähnt wurde.
McLean wurde persönliche Assistentin von Darryl F. Zanuck, noch bevor er die 20th Century Fox gründete. 1933 begann sie für diese Firma ihre Arbeit als Editorin. 15 Jahre lang war sie bei verschiedenen Produktionen beteiligt, als eine von nur acht Frauen in dieser Anstellung. Ca. 1.000.000 Filmmeter von über 60 Filmen hat sie in ihrer Karriere bearbeitet, in der sie insgesamt siebenmal für den Oscar nominiert wurde. Sie gewann den Oscar einmal, 1945 für ihre Arbeit an Wilson. 1960 wurde sie Leiterin der Schnittabteilung bei Fox und behielt diese Stellung neun Jahre lang inne.
1951 heiratete sie den Regisseur Robert Webb, mit dem sie 1955 den Film Die sieben goldenen Städte (Seven Cities of Gold) produzierte. 1988 wurde sie von der A.C.E. (American Cinema Editors) für ihr Lebenswerk mit dem Career Achievement Award geehrt.

## Filmografie (Auswahl)
- 1929: Coquette (ungenannt)
- 1933: Gallant Lady
- 1934: Alles liebt, alles lügt (The Affairs of Cellini)
- 1934: Die Rothschilds (The House of Rothschild)
- 1934: Zirkus Barnum (The Mighty Barnum)
- 1935: Kampf um Indien (Clive of India)
- 1935: Die Elenden (Les Misérables)
- 1935: Metropolitan
- 1936: Das große Weltwunder (The Country Doctor)
- 1936: Signale nach London (Lloyd’s of London)
- 1936: Sing, Baby, Sing
- 1937: Im siebenten Himmel (Seventh Heaven)
- 1938: Chicago (In Old Chicago)
- 1938: Suez
- 1938: Alexander’s Ragtime Band
- 1939: Jesse James, Mann ohne Gesetz (Jesse James)
- 1939: Nacht über Indien (The Rains Came)
- 1940: Galopp ins Glück (Down Argentine Way)
- 1940: Der Tod des alten Zirkuslöwen (Chad Hanna)
- 1941: Tabakstraße (Tobacco Road)
- 1941: Echo der Jugend (Remember the Day)
- 1941: A Yank in the R.A.F.
- 1942: Das große Spiel (Rings on Her Fingers)
- 1942: Der Seeräuber (The Black Swan)
- 1943: Das Lied von Bernadette (The Song of Bernadette)
- 1943: Hello, Frisco, Hello
- 1944: Wilson
- 1945: Dolly Sisters (The Dolly Sisters)
- 1947: Der Scharlatan (Nightmare Alley)
- 1947: Der Hauptmann von Kastilien (Captain from Castile)
- 1948: Deep Waters
- 1948: When My Baby Smiles at Me
- 1949: In den Klauen des Borgia (Prince of Foxes)
- 1949: Der Kommandeur (Twelve O’Clock High)
- 1950: Der Scharfschütze (The Gunfighter)
- 1950: Der Haß ist blind (No Way Out)
- 1950: Alles über Eva (All About Eve)
- 1951: David und Bathseba (David and Bathseba)
- 1951: People Will Talk
- 1952: Viva Zapata!
- 1952: Lockruf der Wildnis (Lure of the Wilderness)
- 1952: Schnee am Kilimandscharo (The Snows of Kilimanjaro)
- 1952: Fünf Perlen (O. Henry’s Full House)
- 1953: Niagara
- 1953: Die Wüstenratten (The Desert Rats)
- 1953: Das Gewand (The Robe)
- 1953: Der Hauptmann von Peshawar (King of the Khyber Rifles)
- 1954: Sinuhe der Ägypter (The Egyptian)
- 1955: Die Unbezähmbaren (Untamed)
- 1955: Die sieben goldenen Städte (Seven Cities of Gold) nur Produktion

## Auszeichnungen
Oscar
Gewonnen:
- 1945: Wilson

Nominiert:
- 1936: Die Elenden
- 1937: Signale nach London
- 1939: Alexander’s Ragtime Band
- 1940: Nacht über Indien
- 1944: Das Lied von Bernadette
- 1951: Alles über Eva